# میانج (انگوران)
میانج یک روستا در ایران است که در دهستان انگوران واقع شده‌است. میانج ۴۶۵ نفر جمعیت دارد.